# Блюэр, Иоганн Фридрих
Иоганн Фридрих (Иван Иванович, Иван Федорович) Блюэр (Блюер, Блуер, Блиер, Блиэр; нем. Johann Friedrich Blüher; 1674 — не ранее 1731) — выдающийся горный деятель, один из основателей горного дела в России, инициатор создания Берг-коллегии.

## Биография
В 1700 году ерц-пробирер (горный мастер) Блюэр из Фрайберга (Саксония) был принят на русскую службу в Приказ рудных дел. Свою деятельность в России начал с поисков в районе Калуги, где нашёл месторождения серного колчедана и квасцов.
В 1701 году был отправлен вместе с Иваном Фёдоровичем Патрушевым в Саксонию для найма специалистов в области горного дела. В сентябре того же года они вернулись с восемью специалистами, среди которых был плавильный мастер В. М. Циммерман. В дальнейшем Блюэр способствовал массовой контрактации горных специалистов из Саксонии на Урал.
2|9 февраля 1702 года Пётр Великий, заботясь о развитии на севере России горного дела, своим указом отрядил партию рудознатцев «для происку серебряных и медных руд в Заонежье». В состав экспедиции Патрушева входили: подьячий Иван Головачев, пробирщики Блюэр и Иоанн Цехариус, Циммерман, штейгер Георг Шмиден, а также четверо рудокопателей, два толмача и четверо учеников. Вскоре Блюэр нашёл на Олонце (Карелия) около Патмозера (в 65 верстах от нынешнего Петрозаводска на северо-восток) медные руды. В том же году партия поставила плавильные печи, в которых работа в небольших размерах и с перерывами велась до 1706 года.
Головачев впоследствии писал об этом эпизоде: « из оного приказу (Рудный приказ) в 1702 г. отправлен в Олонецкий уезд с дозорщиком Иваном Патрушевым для прииску серебряных и медных руд. Да при оном де деле имелись быть по контрактам иноземцы, вывезенные по указу из Саксонии, Юган Блиер… да плавильщик Мартын Цымерман».
Выбор этого уезда для поисков руд не был случайным. Ещё в конце XVII в. датчанин Андрей Бутенант фон Розенбуш построил в Заонежских погостах пять небольших железоделательных заводов, из которых четыре продолжали действовать к началу XVIII века, а в начале 1703 года заводы Бутенанта были взяты в казну.
Летом 1702 года экспедиция Патрушева и Блюэра в Олонецкий край, выполнила ещё одно поручение — подыскать удобные места для строительства новых железных заводов. Одним из наиболее подходящих мест было выбрано устье реки Лососинки, впадающей в Онежское озеро. Экспедиция обнаружила значительные запасы железных руд на территории Шуйского погоста, а также удобные для установки водяных двигателей реки. Местность располагала богатыми лесными ресурсами. Завод решено было строить в Шуйском погосте на берегу Онежского озера в устье реки Лососинки.
Историк горного дела В. И. Рожков писал: «По известиям позднейшего времени на эту местность указал Меншикову иноземец И. Блюэр». Общее руководство строительством завода было поручено А. Д. Меншикову, а на месте работами руководил олонецкий комендант Иван Яковлевич Яковлев. Уже в июле 1703 года начались подготовительные работы, которыми занимался московский рудознатец Яков Власов, мастер горнозаводского дела.
29 августа (9 сентября по Новому стилю) 1703 года в Шуйский погост, на место выбранное Блюэром под чугунно-пушечный завод, впоследствии названный «Петровским» (ныне г. Петрозаводск), прибыл А. Д. Меншиков. Именно он заложил первый камень в основание доменного цеха, поскольку был комендантом Шлиссельбурга и всех пограничных со Швецией земель. Строительством завода руководил тот же Яков Власов. Первая пушка на Петровском заводе была отлита в январе 1704 года, а к концу мая — уже 60 пушек.
В 1704 году Блюэр отыскал у Соликамска (Урал) заброшенные рудники. Вся обозримая дальнейшая деятельность (1705—1724) Блюэра была связана со строительством первых горных заводов Урала, поисками месторождений.
В 1705 году побывал в Кунгурском уезде Казанской губернии, Верхотурском и Тобольском уезде Сибирской губернии (изучал ряд рудных месторождений); останавливался в Уктусском горном заводе.
В 1710—1712 годах неоднократно представлял записки в Рудный приказ и Сенат с рекомендациями по устройству руководства горной отраслью на коллегиальной основе.
В 1712 году подал лично царю Петру I мемориал, в котором предлагал вместо упраздненного Рудного приказа учредить Берг-коллегию как компетентный центральный орган, а не оставлять горное дело в ведомстве губерний.
В 1713 году во второй раз побывал на Урале (осмотрел Шиловский железный рудник).
В 1715 году Блюэр проводил поиски в Астраханской губернии.
В 1716 году Блюэр был послан на Кавказ для прииска руд, но эта поездка ни к чему не привела. Когда он вернулся в Москву, Петр приписал неудачу небрежности Блюэра и велел вторично отправить его в Черкасскую землю, приставив к нему человека, «который бы всегда с ним был и над ним смотрел, чтоб он не гулял». О результатах этого второго путешествия ничего неизвестно, но, очевидно, Блюэр скоро вернул себе доверие Петра.
В 1719 году отдельные положения мемориала Блюэра без изменений использовались при составлении указа об учреждении Берг-коллегии. Последняя была учреждена указом от 10 декабря 1719 года и просуществовала с перерывами вплоть до начала XIX в., когда руководство отраслью перешло к Департаменту горных и соляных дел (с 1811), переименованному (1862) в Горный департамент.
В 1720—1725 годах — 2-й член Канцелярии горных дел в горном чине берг-мейстера.
9 марта 1720 году был отправлен на Урал вместе с артиллерии капитан-поручиком В. Н. Татищевым для разведок и устройства горных заводов. В команду Блюэра входил и берг-шрейбер И. Ф. Патрушев, Ю. Берглин и А. П. Калачев. Весной того же года опытный «пробирный» мастер Иоган Фридрих Блюэр выплавил из алтайских образцов первую медь.
В июле-декабре 1720 налаживал деятельность горнозаводской администрации в Кунгуре.
В декабре 1720 — июле 1721 — на Уктусском заводе с Татищевым.
В январе 1721 года ими было принято решение строить казенный завод на Исети, а уже в следующем месяце было найдено подходящее место для плотины. Пуск плотины и день рождения города были намечены на день святой Екатерины — 26 ноября 1723 года. Этот завод фактически дал старт строительству нового города (Екатеринбург), который начал развиваться быстрыми темпами и приобрел значение административного центра горной промышленности.
В июле-сентябре 1721 — в Кунгуре, с октября — на Уктусском заводе. Совместно с Татищевым выступал за перенос Ирбитской ярмарки на Уктусский завод.
В 1722 году обследовал залегания медных руд в Кунгурском уезде для возможности строительства частных медеплавильных заводов, участвовал в выборе мест Иргинскому и Суксунскому заводам, в декабре совместно с В. И. де Генниным осматривал заводы Демидовых (с Демидовыми непрерывно конфликтовал с 1721).
В 1721—1723 годах участвовал в техническом переустройстве казенного Алапаевского завода.
В 1723—1724 годах в качестве представителя де Геннина при советнике Берг-коллегии берг-рате М. Михаэлисе в Соли Камской. Тогда же посетил Лялинский медеплавильный завод.
В марте 1724 — марте 1725 по указу де Геннина возглавлял Сибирский Обер-бергамт; руководил завершением основных строительных работ в Екатеринбурге. В октябре — декабре 1724 совместно с де Генниным находился на строительстве Пыскорского завода, освидетельствовал рудники Западного Урала.
В апреле 1725 отозван в Берг-коллегию на должность советника. Представил мнение об усилении контроля за действием заводов А. Н. Демидова на Урале.
В 1726 году обследовал серебряные и медные рудники на Олонце.
С 1728 года определен асессором в Берг-коллегию и работал в числе членов Берг-Коллегии вплоть до 1731 года.
Блюэр И. Ф. был страстным коллекционером. Одна из первых больших коллекций средневековых русских монет, оказавшихся в Западной Европе около 1732 года, собрана, атрибутирована и датирована саксонским инженером Блюэром, который прожил в России более 30 лет и тесно контактировал с крупнейшими коллекционерами петровского времени.
Академик И. Ф. Герман называл Блюэра «настоящим виновником рудокопного дела на Уральском хребте».
Сам Иоганн Блюэр так писал о горном деле: «Сколь велика польза от онаго происходит, столь же требует оное иждивения, пока приведется в совершенство».